# Herbert B. Blank
Herbert Bernhard Blank (* 3. April 1947 in Hannover; † 9. März 1998) war ein deutscher Politiker der CDU.
Am 3. Februar 1989 löste Blank Alfred Beth als letzter vom Kreistag bestimmter Landrat des Landkreises Altenkirchen ab. Dieses Amt hatte er sodann bis zu seinem Tod am 9. März 1998 inne, als erneut Beth diese Position übernahm. Die Amtszeit Blanks war vor allem durch die Weiterentwicklung von Projekten im Straßenbau, in der Abfallentsorgung und Kultur- und Heimatpflege geprägt.
Blank studierte Rechts- und Staatswissenschaften sowie Volkswirtschaft in Tübingen, Genf, Bonn und Köln. Die Große juristische Staatsprüfung legte Blank 1977 in Düsseldorf ab. Er war Mitglied der katholischen Studentenverbindung K.D.St.V. Asgard (Düsseldorf) Köln. 
Herbert B. Blank war numismatisch interessiert, seine Sammlung anhaltinischer Münzen wurde Ende 1998 in zwei Teilen bei dem Frankfurter Auktionshaus Dr. Busso Peus Nachf. versteigert (Auktionen 357 und 360).